# Бронєвой Леонід Сергійович
Леоні́д Сергі́йович Бронєво́й (рос. Леонид Сергеевич Броневой; 17 грудня 1928, Київ, Українська СРР — 9 грудня 2017, Москва, Росія) — радянський і російський актор, Народний артист СРСР (1987), лауреат Державної премії РРФСР імені братів Васильєвих та Державної премії РФ імені К. С. Станіславського, Народний артист України (2013; позбавлений звання).

## Біографія
Народився в родині Соломона Йосифовича Бронєвого (справжнє прізвище — Факторович), генерала НКВС, та його дружини Белли Львівни. Батько був начальником 6-го відділу НКВС УСРР, згодом репресований (арештований у 1937, «отримав» 5 років, потім термін продовжили, звільнився в 1946). Матір працювала бухгалтером, похована на Байковому кладовищі в Києві. Сестра матері — співачка Олена Ландау, солістка Львівської опери в 1940—1941 та 1944—1945 роках. Стрийко — Олександр Факторович (Бронєвой).
Навчався в Ташкентському інституті театрального мистецтва та Школі-студії МХАТ.
Починав акторську кар'єру в провінційних театрах СРСР — грав на сценах Іркутська, Грозного, Оренбурга, Воронежа.
У Москві працював у Театрі на Малій Бронній.
Дебютом в кіно стала роль у стрічці «Товариш Арсеній» (1964). Успіх і популярність принесла роль Генріха Мюллера в багатосерійному фільмі «Сімнадцять миттєвостей весни» (1973).
Від 1988 року грав у театрі «Ленком» (Москва).
Проживав у 2-кімнатній квартирі в Москві. Свого часу в ній побував начальник охорони президента Росії, обіцяв допомогти з ремонтом, але далі обіцянки справа не пішла.

### Сім'я
Перша дружина — Валентина Блінова (померла від раку), їхня донька — Валентина (у 4-річному віці втратила матір). Друга дружина — Вікторія (1940—2020).

## Громадянська позиція
У березні 2014 року підтримав анексію Криму та агресивну політику Путіна стосовно України.

## Фільмографія
1. 1964 — Товариш Арсеній — полковник жандармерії
2. 1965 — Лебедєв проти Лебедєва — Євген Вікторович
3. 1966 — Невідома… — Вернер
4. 1967 — Твій сучасник —  референт міністра
5. 1968 — …І знову травень! —  Снігурівський Євген Львович
6. 1970 — Водевіль про водевіль
7. 1971 — Слідство ведуть ЗнаТоКи. Повинною головою… (Справа № 4) — Кудряшов
8. 1972 — Слідство ведуть ЗнаТоКи. Шантаж (Справа № 6) — Кудряшов у в'язниці (сцена)
9. 1973 — Виконуючий обов'язки —  Тугодаев, замовник проекту
10. 1973 — Сімнадцять миттєвостей весни — Генріх Мюллер
11. 1974 — Лікаря викликали? — Медведєв Леонід Сергійович, професор
12. 1974 — П'ятірка за літо — Степан Петрович, кухар, говорить віршами
13. 1974 — Таня — Семен Семенович Васін
14. 1975 — Концерт для двох скрипок — професор
15. 1975 — Агонія — Іван Федорович Манасевич-Мануйлов
16. 1975 — Маяковський сміється — Олег Баян
17. 1975 — Ольга Сергіївна — тютя
18. 1975 — Прошу слова —  Петро Васильович Алтухов, колишній голова міськвиконкому
19. 1977 — Озброєний і дуже небезпечний — Пітер Дамфі
20. 1979 — Викрадення «Савойї» — Шаллов Жан, комерсант
21. 1979 — Той самий Мюнхгаузен — герцог — курфюрст Ганновера
22. 1980 — Які наші роки! —  Михайло Михайлович Осташенко, батько Майї
23. 1980 — Карл Маркс. Молоді роки —  Ліон Філіпс
24. 1982 — Повернення резидента —  Йоганн Штаубе
25. 1982 — Покровські ворота —  Аркадій Варламович Велюров
26. 1983 — Якщо вірити Лопотухіну... —  Юрій Леонідович, директор школи
27. 1984 — Формула кохання —  Доктор
28. 1986 — Кінець операції «Резидент» —  Йоганн Штаубе
29. 1986 — Чичерін —  Максим Литвинов
30. 1986 — Що таке Єралаш? (Музично-телевізійний фільм-вистава) —  редактор «Єралашу»
31. 1987 — Загадковий спадкоємець —  Олексій Миронович лізовскіх, нотаріус
32. 1988 — Велика гра —  Вернье
33. 1988 — Фізики —  Алек Джаспер Кілтон
34. 1990 — Будиночок на околиці —  Панас Миколайович
35. 1991 — Небеса обітовані —  Семен Єфремович Бакурін
36. 1992 — Старі молоді люди —  Віктор Максимович, депутат
37. 1993 — Італійський контракт —  Дон Лючино
38. 1997 — Шизофренія —  кравець
39. 1997 — Корабель двійників —  генерал ФСБ
40. 2007 — Прості речі —  Володимир Михайлович Журавльов
41. 2008 — Без вини винуваті — Мендельсон